# 아오야마 히사토
아오야마 히사토(일본어: 青山 久人, 1957년 6월 28일 ~ )는 일본의 전 프로 야구 선수이다. 아이치현 오카자키시 출신이며 현역 시절 포지션은 투수였다.

## 인물
고우 고등학교에서는 이치카와 가즈마사(후에 도카이 대학을 거쳐 다이요 웨일스에 입단)와 배터리를 구성하여 무명의 공립 고등학교를 고시엔 대회(1975년 제57회 전국 고등학교 야구 선수권 대회)에 진출시키는 역할을 했다. 하지만 본 대회의 1차전에서 야나이 상공고등학교(야마구치현)에게 패했다. 이후 고교 선발 대표로서 해외 원정에 참가했다.
1976년 드래프트 3순위로 주니치 드래건스에 입단했다. 안경을 착용한 것을 비롯해 호리호리한 체격으로 ‘파란 연필’이라는 별명으로 인기를 얻었고, 프로 1년째부터는 1군에서 선발 로테이션의 일원으로 등판하여 시즌 2승을 올렸고 2년째에는 시즌 6승을 올리는 등의 맹활약을 보였다. 하지만 제구력 난조로 어려움을 겪는 등 등판 횟수와 승수 모두 줄어들었다. 당시에는 소수에 불과한 언더핸드 투수였고, 메이저 리그 구단으로부터 신분 조회 요청을 받기도 했지만 해외로 이적하는 일은 없었다.
1985년에 미즈타니 시게오와의 맞트레이드로 난카이 호크스에 이적했다. 이 시기에는 구위가 약해지고 떨어지는 변화구로 상대 타자를 속이는 기교파 투수가 됐다. 주로 중간 계투나 패전 처리 투수로 등판했지만 승수를 올리지 못한 채 1987년 시즌을 끝으로 현역에서 은퇴했다.
은퇴 후에는 고향인 아이치현 오카자키시로 돌아와서 평범한 회사원이 됐다.

## 상세 정보

### 출신 학교
- 아이치 현립 고우 고등학교

### 선수 경력
- 주니치 드래건스(1976년 ~ 1984년)
- 난카이 호크스(1985년 ~ 1987년)

### 개인 기록
- 첫 등판 : 1976년 6월 29일, 대 한신 타이거스 12차전(한신 고시엔 구장), 5회말에 3번째 투수로서 구원 등판, 1이닝 무실점
- 첫 탈삼진 : 상동, 5회말에 시마노 이쿠오로부터
- 첫 선발 : 1976년 7월 3일, 대 요미우리 자이언츠 15차전(나고야 구장), 6이닝 2실점
- 첫 승리·첫 선발 승리 : 1976년 8월 12일, 대 야쿠르트 스왈로스 18차전(나고야 구장), 7이닝 1실점
- 첫 완투 승리·첫 완봉 승리 : 1977년 5월 21일, 대 다이요 웨일스 6차전(나고야 구장)
- 첫 세이브 : 1977년 9월 11일, 대 야쿠르트 스왈로스 19차전(나고야 구장), 8회초에 3번째 투수로서 구원 등판·마무리, 2이닝 무실점

### 등번호
- 39(1976년 ~ 1984년)
- 34(1985년 ~ 1987년)

### 연도별 투수 성적
| 연 도       | 소 속       | 등 판 | 선 발 | 완 투 | 완 봉 | 무 4 구 | 승 리 | 패 전 | 세 이 브 | 홀 드 | 승 률 | 타 자 | 이 닝 | 피 안 타 | 피 홈 런 | 볼 넷 | 고 4 | 몸 맞 | 탈 삼 진 | 폭 투 | 보 크 | 실 점 | 자 책 점 | 평 자 책 | W H I P |
| ----------- | ----------- | ----- | ----- | ----- | ----- | ------- | ----- | ----- | -------- | ----- | ----- | ----- | ----- | -------- | -------- | ----- | ---- | ----- | -------- | ----- | ----- | ----- | -------- | -------- | ------- |
| 1976년      | 주니치      | 24    | 12    | 0     | 0     | 0       | 2     | 7     | 0        | --    | .222  | 310   | 70.1  | 65       | 16       | 39    | 3    | 3     | 46       | 0     | 0     | 49    | 49       | 6.30     | 1.48    |
| 1977년      | 주니치      | 44    | 14    | 2     | 2     | 0       | 6     | 4     | 2        | --    | .600  | 497   | 116.2 | 105      | 20       | 45    | 4    | 10    | 91       | 0     | 2     | 59    | 55       | 4.23     | 1.29    |
| 1978년      | 주니치      | 34    | 12    | 0     | 0     | 0       | 1     | 7     | 0        | --    | .125  | 421   | 91.1  | 86       | 20       | 56    | 2    | 12    | 66       | 0     | 0     | 53    | 52       | 5.14     | 1.55    |
| 1979년      | 주니치      | 8     | 2     | 0     | 0     | 0       | 0     | 1     | 0        | --    | .000  | 66    | 14.1  | 20       | 4        | 5     | 0    | 1     | 11       | 2     | 0     | 11    | 10       | 6.43     | 1.74    |
| 1980년      | 주니치      | 20    | 9     | 2     | 0     | 0       | 4     | 3     | 1        | --    | .571  | 305   | 73.0  | 63       | 14       | 27    | 0    | 4     | 48       | 1     | 0     | 39    | 36       | 4.44     | 1.23    |
| 1981년      | 주니치      | 20    | 1     | 1     | 0     | 0       | 1     | 1     | 0        | --    | .500  | 176   | 37.2  | 41       | 5        | 20    | 4    | 3     | 26       | 0     | 1     | 28    | 22       | 5.21     | 1.62    |
| 1982년      | 주니치      | 10    | 0     | 0     | 0     | 0       | 0     | 0     | 1        | --    | ----  | 48    | 8.1   | 20       | 5        | 2     | 0    | 1     | 5        | 1     | 0     | 11    | 11       | 12.38    | 2.64    |
| 1984년      | 주니치      | 2     | 0     | 0     | 0     | 0       | 0     | 0     | 0        | --    | ----  | 15    | 3.0   | 3        | 0        | 2     | 0    | 0     | 1        | 0     | 0     | 2     | 1        | 3.00     | 1.67    |
| 1986년      | 난카이      | 21    | 0     | 0     | 0     | 0       | 0     | 0     | 0        | --    | ----  | 114   | 24.0  | 33       | 5        | 12    | 0    | 3     | 18       | 0     | 0     | 18    | 18       | 6.75     | 1.88    |
| 1987년      | 난카이      | 19    | 0     | 0     | 0     | 0       | 0     | 2     | 0        | --    | .000  | 113   | 25.1  | 21       | 2        | 16    | 3    | 4     | 12       | 1     | 0     | 13    | 10       | 3.55     | 1.46    |
| 통산 : 10년 | 통산 : 10년 | 202   | 50    | 5     | 2     | 0       | 14    | 25    | 4        | --    | .359  | 2065  | 464.0 | 457      | 91       | 224   | 16   | 41    | 324      | 5     | 3     | 283   | 264      | 5.12     | 1.47    |

- 굵은 글씨는 시즌 최고 성적.